# شيكوبي
شيكوبي (ماساتشوستس) (بالإنجليزية: Chicopee, Massachusetts)‏ هي مدينة تقع في الولايات المتحدة في مقاطعة هامبدن (ماساتشوستس). يقدر عدد سكانها بـ 55,298 نسمة ومساحتها 61.9 كم2 وترتفع عن سطح البحر 61 متر.

## التركيبة السكانية
حدّد مكتب تعداد الولايات المتحدة بيانات التركيبة السكانية لشيكوبي في تعداد الولايات المتحدة. في ما يلي، التركيبة السكانية حسب تعدادي 2000 و2010.

### تعداد عام 2000
بلغ عدد سكان شيكوبي 54,653 نسمة بحسب تعداد عام 2000، وبلغ عدد الأسر 23,117 أسرة وعدد العائلات 14,139 عائلة مقيمة في المدينة. في حين سجلت الكثافة السكانية 883.9 نسمة لكل كيلومتر مربع (2,289.3/ميل2). وبلغ عدد الوحدات السكنية 24,424 وحدة بمتوسط كثافة قدره 395 لكل كيلومتر مربع (1,023.0/ميل2).
وتوزع التركيب العرقي للمدينة بنسبة 89.82% من البيض و2.28% من الأمريكيين الأفارقة و0.20% من الأمريكيين الأصليين و0.87% من الأمريكيين ذوي الأصول الآسيوية و0.10% من سكان جزر المحيط الهادئ و4.90% من الأعراق الأخرى و1.84% من عرقين مختلطين أو أكثر و8.76% من الهسبانيون أو اللاتينيون من أي عرق.
بلغ عدد الأسر 23,117 أسرة كانت نسبة 28.8% منها لديها أطفال تحت سن الثامنة عشر تعيش معهم، وبلغت نسبة الأزواج القاطنين مع بعضهم البعض 42.6% من أصل المجموع الكلي للأسر، ونسبة 14.2% من الأسر كان لديها معيلات من الإناث دون وجود شريك، بينما كانت نسبة 4.3% من الأسر لديها معيلون من الذكور دون وجود شريكة وكانت نسبة 38.8% من غير العائلات. تألفت نسبة 32.7% من أصل جميع الأسر من عدة أفراد يعيشون في نفس المنزل ونسبة 14.1% كانت تتألف من شخص يعيش بمفرده يبلغ من العمر 65 عاماً أو أكثر. وبلغ متوسط حجم الأسرة المعيشية 2.32، أما متوسط حجم العائلات فبلغ 2.96.
بلغ العمر الوسطي للسكان 38.7 عاماً. وكانت نسبة 22.3% من القاطنين تحت سن الثامنة عشر، وكانت نسبة 7.7% بين الثامنة عشر والرابعة والعشرين عاماً، ونسبة 28.7% كانت واقعةً في الفئة العمرية ما بين الخامسة والعشرين والرابعة والأربعين عاماً، ونسبة 22.4% كانت ما بين الخامسة والأربعين والرابعة والستين، ونسبة 17.1% كانت ضمن فئة الخامسة والستين عاماً فما فوق. يوجد لكل 100 أنثى 90.9 ذكر، ويوجد لكل 100 أنثى في الثامنة عشر من عمرها فما فوق 87.6 ذكر.
بلغ متوسط دخل الأسرة في المدينة 35,672 دولارًا، أما متوسط دخل العائلة فبلغ 44,136 دولارًا. وكان متوسط دخل الذكور 35,585 دولارًا مقابل 25,975 دولارًا للإناث. وسجل دخل الفرد الخاص بالمدينة 18,646 دولارًا. وكانت نسبة 9.6% من العائلات ونسبة 12.3% من السكان تحت خط الفقر، وكان من هؤلاء نسبة 20.6% تحت سن الثامنة عشر ونسبة 9.3% في الخامسة والستين من العمر وما فوق.

### تعداد عام 2010
بلغ عدد سكان شيكوبي 55,298 نسمة بحسب تعداد عام 2010، وبلغ عدد الأسر 23,739 أسرة وعدد العائلات 13,827 عائلة مقيمة في المدينة. في حين سجلت الكثافة السكانية 894.4 نسمة لكل كيلومتر مربع (2,316.5/ميل2). وبلغ عدد الوحدات السكنية 25,140 وحدة بمتوسط كثافة قدره 406.6 لكل كيلومتر مربع (1,053.1/ميل2).
وتوزع التركيب العرقي للمدينة بنسبة 86.80% من البيض و3.71% من الأمريكيين الأفارقة و0.37% من الأمريكيين الأصليين و1.33% من الأمريكيين ذوي الأصول الآسيوية و0.07% من سكان جزر المحيط الهادئ و5.45% من الأعراق الأخرى و2.27% من عرقين مختلطين أو أكثر و14.82% من الهسبانيون أو اللاتينيون من أي عرق.
بلغ عدد الأسر 23,739 أسرة كانت نسبة 27.4% منها لديها أطفال تحت سن الثامنة عشر تعيش معهم، وبلغت نسبة الأزواج القاطنين مع بعضهم البعض 37.4% من أصل المجموع الكلي للأسر، ونسبة 15.6% من الأسر كان لديها معيلات من الإناث دون وجود شريك، بينما كانت نسبة 5.2% من الأسر لديها معيلون من الذكور دون وجود شريكة وكانت نسبة 41.8% من غير العائلات. تألفت نسبة 34.3% من أصل جميع الأسر من عدة أفراد يعيشون في نفس المنزل ونسبة 13.1% كانت تتألف من شخص يعيش بمفرده يبلغ من العمر 65 عاماً أو أكثر. وبلغ متوسط حجم الأسرة المعيشية 2.28، أما متوسط حجم العائلات فبلغ 2.94.
بلغ العمر الوسطي للسكان 40.1 عاماً. وكانت نسبة 20.7% من القاطنين تحت سن الثامنة عشر، وكانت نسبة 9.9% بين الثامنة عشر والرابعة والعشرين عاماً، ونسبة 25.7% كانت واقعةً في الفئة العمرية ما بين الخامسة والعشرين والرابعة والأربعين عاماً، ونسبة 27.7% كانت ما بين الخامسة والأربعين والرابعة والستين، ونسبة 16% كانت ضمن فئة الخامسة والستين عاماً فما فوق. وتوزع التركيب الجنسي للسكان بنسبة 47.8% ذكور و52.2% إناث.

## أعلام
- ريان مالون
- إدوارد بيلامي
- جورج سيلفستر تايلور
- راي فيتزجيرالد
- تيدي تشارلز
- دانيال ليفيت
- جورج د. روبنسون